# Federation of Associations for Hunting and Conservation of the EU
Federation of Associations for Hunting and Conservation of the EU (FACE) ist ein eingetragener Verein und Dachverband der Jagd in Europa. Er hat 36 Mitgliedsorganisationen, darunter nationale Zusammenschlüsse (meist nationale Jagdorganisationen) und vier assoziierte Mitglieder. FACE verbindet rund 7 Mio. Jäger in ganz Europa. FACE ist Mitglied der International Union for Conservation of Nature and Natural Resources (IUCN) sowie von Wetlands International.

## Geschichte
Nach internationalen Gesprächen über eine Organisation der Jägerschaft in Europa wurde der Verband 1977 in London gegründet. Der Verband wurde seither von insgesamt zehn Präsidenten aus neun Ländern geführt.

## Ziele und Aufgaben heute
Heute gibt es drei besondere Zielsetzungen:
- Die Förderung der Jagd auf Grundlage der Prinzipien einer nachhaltigen Nutzung natürlicher Ressourcen, Verbandsbegründung: Die Jagd ist ein wichtiger Bestandteil der Wildtiererhaltung und des Wildtiermanagements. Jagd dient gemäß FACE dem Schutz, der Schaffung und der Wiederherstellung von Lebensräumen für Wildtiere. Die Jagd ist eine wichtige sozio-ökonomische Aktivität des ländlichen Lebens. Sie schafft einen Mehrwert für Biodiversität und hilft dabei mit, deren Erhalt sicherzustellen.
- Die Vertretung der kollektiven Interessen seiner Mitglieder auf Ebene der europäischen und internationalen Institutionen mit dem Ziel, dass die Interessen der Jäger in Bezug auf Jagd, Wildtiermanagement, Naturerhaltung, Feuerwaffen, Tiergesundheit, Wildbret etc. berücksichtigt werden.
- Die Beschaffung von Informationen für Entscheidungsmacher, Medien und Öffentlichkeit zu Themen, die sich um die zwei Schlüsselprinzipien nachhaltige Jagd und Erhalt von Biodiversität drehen und damit Sensibilisierung für Initiativen zur Förderung dieser Prinzipien.